# صندوق‌ماهی نرم
صندوق‌ماهی نرم (نام علمی: Lactophrys triqueter) نام یک گونه از تیره صندوق‌ماهیان است.